# 仁田良行
仁田 良行（にだ よしゆき、1960年2月4日 - ）は、日本の検察官、公証人。広島高等検察庁公安部長や、同刑事部長、長崎地方検察庁検事正等を歴任した。

## 人物・経歴
広島県出身。中央大学法学部卒業後、1988年東京地方検察庁検事着任。福岡地方検察庁検事、札幌地方検察庁検事等を経て、2011年広島高等検察庁公安部長。2013年新潟地方検察庁次席検事。2014年広島高等検察庁刑事部長。2015年名古屋地方検察庁岡崎支部長。2016年鳥取地方検察庁検事正。2018年長崎地方検察庁検事正。2019年広島公証人合同役場公証人。